# Andrea Strnadová
Andrea Strnadová (ur. 28 maja 1972 w Pradze) – czeska tenisistka.
W 1988 roku Strnadová wygrała turniej tenisistek w Bol-NaBr. W tym samym sezonie odniosła zwycięstwo na imprezie w Mali Losin. Kolejny tytuł ITF zdobyła rok później w Darmstadt. W 1990 roku doszła do pierwszego zawodowego ćwierćfinału w Budapeszcie. Później wygrała turniej ITF w Karlovych Varach. Wygrała z Julie Halard-Decugis w pierwszej rundzie w Lipsku, w ćwierćfinale uległa Arantxy Sánchez Vicario. W debiucie wielkoszlemowym, na Australian Open 1991, osiągnęła trzecią rundę (przegrana z Gabrielą Sabatini). Przegrała finał turnieju w Auckland, odniosła zwycięstwo nad Łarysą Sawczenko-Neiland. Łotyszkę pokonała również w pierwszej rundzie w Fernleaf Classic, dochodząc tam do finału. Przegrała w pierwszej rundzie w swoim debiucie na kortach Rolanda Garrosa, osiągnęła trzecią rundę Wimbledonu. W Waszyngtonie wygrała z Nathalie Tauziat. W trzeciej rundzie Australian Open 1992 przegrała z Arantxą Sánchez Vicario, ale zdołała "urwać" jej seta do jednego. Przegrała finał w Auckland oraz w turnieju Volvo Women's Open. Doszła do finału turnieju na Malezji. W sezonie 1992 odnotowała jeszcze zwycięstwo nad Heleną Sukovą. Początek sezonu 1993 nie był zbyt udany – odpadała w pierwszych lub drugich rundach turniejów, dopiero w lipcu, w Czechoslovak Open, osiągając ćwierćfinał. W październiku 1994 pokonała Laurence Courtois i Manon Bollegraf w kwalifikacjach do turnieju w Lipsku. Po raz ostatni pojawiła się na światowych kortach na Australian Open 1995, gdzie nie przeszła kwalifikacji. Kilkakrotnie osiągnięte trzecie rundy to najlepsze wielkoszlemowe wyniki Andrei.
Klasyfikowana na trzydziestej trzeciej pozycji w rankingu singlowym oraz na czternastej w rankingu deblowym. W czasie trwania kariery wygrała trzy turnieje deblowe.
Wygrała juniorski Wimbledon w 1989 i 1990 roku.

## Finały juniorskich turniejów wielkoszlemowych

### Gra pojedyncza (2)
| Końcowy wynik | Rok  | Turniej   | Nawierzchnia | Przeciwniczka    | Wynik finału |
| Zwyciężczyni  | 1989 | Wimbledon | Trawiasta    | Meredith McGrath | 6:2, 6:3     |
| Zwyciężczyni  | 1990 | Wimbledon | Trawiasta    | Kirrily Sharpe   | 6:2, 6:4     |

### Gra podwójna (3)
| Końcowy wynik | Rok  | Turniej         | Nawierzchnia | Partnerka        | Przeciwniczki                      | Wynik finału |
| Zwyciężczyni  | 1989 | Australian Open | Twarda       | Eva Švíglerová   | Nicole Pratt Angie Woolcock        | 6:2, 6:0     |
| Finalistka    | 1989 | Wimbledon       | Trawiasta    | Eva Sviglerova   | Jennifer Capriati Meredith McGrath | 4:6, 2:6     |
| Zwyciężczyni  | 1990 | Wimbledon       | Trawiasta    | Karina Habšudová | Nicole Pratt Kirrily Sharpe        | 6:3, 6:2     |